# Ludaversal
Albums de Ludacris
Battle of the Sexes
(2010)
Singles
1. Good Lovin
Sortie : 15 décembre 2014
2. Come and See Me
Sortie : 17 mars 2015

Ludaversal est le neuvième album studio de Ludacris, sorti le 31 mars 2015.

## Historique
Le 13 mars 2012, Ludacris annonce que Ludaversal sortira le 11 septembre 2012 (jour de son anniversaire), mais finit par repousser la sortie à 2013.
Le 9 octobre 2014, Ludacris dévoile la sortie d'un EP, titré Burning Bridges, qui sortira en décembre 2014, quelques mois avant Ludaversal, prévu pour le 31 mars 2015.
Le 3 mars 2015, Ludacris et Def Jam organisent une soirée d'écoute de l'album. Les morceaux Intro, Not for Long (featuring Usher) et Come N See Me (featuring Big K.R.I.T.) sont présentés au public.

## Singles
Le 15 décembre 2014, Ludacris sort l'EP Burning Bridges. Le titre Good Lovin y est présent et sert de premier single à Ludaversal,.

### Singles promotionnels
Le 30 janvier 2014, Ludacris sort la chanson Party Girls (en) avec Wiz Khalifa, Jeremih et Cashmere Cat (également producteur).
Le 10 mars 2015, deux titres sortent pour les précommandes de l'album, Call Ya Bluff et Beast Mode.

## Réception
L'album s'est classé 2e au Top R&B/Hip-Hop Albums, au Top Digital Albums et au Top Rap Albums et 3e au Billboard 200.

## Liste des titres
| No  | Titre                                                                              | Auteur                                                                                           | Contient un (des) sample(s) de           | Durée |
| --- | ---------------------------------------------------------------------------------- | ------------------------------------------------------------------------------------------------ | ---------------------------------------- | ----- |
| 1.  | Ludaversal (Intro) (Produit par David Banner)                                      | Christopher Bridges, Lavell Crump                                                                |                                          | 3:35  |
| 2.  | Grass Is Always Greener (Produit par Da Internz)                                   |                                                                                                  |                                          | 3:15  |
| 3.  | Sans titre (Produit par SykSense)                                                  | Bridges, Joshua Scruggs                                                                          |                                          | 3:07  |
| 4.  | Lyrical Healing (Produit par Illmind et Frank Dukes)                               | Bridges, Adam Feeny, Maneesh Bidaye, Ramon Ibanga, Jr.                                           | Hubey de Maneesh Bidaye                  | 1:16  |
| 5.  | Beast Mode (Produit par 1500 or Nothin')                                           | Bridges, Larrance Dopson, Christopher « Brody » Brown, John Wesley Groover, Michael Ray Cox, Jr. |                                          | 3:36  |
| 6.  | Viagra (Skit)                                                                      | Bridges, Carla Henderson                                                                         |                                          | 1:44  |
| 7.  | Get Lit (Produit par Da Internz et Lil Ronnie)                                     | Bridges, Palacios, Clark, Ronnie Jackson                                                         |                                          | 3:59  |
| 8.  | Come and See Me (Interlude) (Produit par DJ Toomp)                                 | Bridges, Aldrin Davis                                                                            |                                          | 1:16  |
| 9.  | Come and See Me (featuring Big K.R.I.T. – Produit par Mike Will Made It)           | Bridges, Justin Scott                                                                            |                                          | 4:25  |
| 10. | Good Lovin (featuring Miguel – Produit par Da Internz)                             | Bridges, Miguel Pimentel, Ernest Clark                                                           |                                          | 3:43  |
| 11. | Ocean Skies (featuring Monica – Produit par Kyle Justice et J.U.S.T.I.C.E. League) | Bridges, Ian D'Sa Benjamin Kowalewicz, Crystal Nicole Johnson-Pompey, Alicia Augello-Cook        | Diamond on a Landmine de Billy Talent    | 4:49  |
| 12. | Not Long (featuring Usher – Produit par David Guetta)                              | Bridges, Usher Raymond, David Guetta                                                             | Tired of Fighting du Menahan Street Band | 4:13  |
| 13. | Charge It to the Rap Game (Produit par !llmind)                                    | Bridges, Feeny, Bidaye, Ibanga, Jr.                                                              | Lonnie BlackSmith de Maneesh Bidaye      | 3:50  |
| 14. | This Has Been My World (Produit par Just Blaze)                                    | Bridges, Justin Smith, Steve Porcaro, John Bettis                                                | Human Nature de Michael Jackson          | 6:30  |

| 15. | Money (featuring Rick Ross – Produit par DJ Pain 1)                       | Bridges, William Roberts II, Clarence McDonald, Lowrell Simon  | All About the Paper des Dells | 4:53 |
| 16. | Problems (featuring Cee Lo Green – Produit par T-Minus)                   | Bridges, Tyler Williams                                        |                               | 3:59 |
| 17. | In My Life (featuring John Legend – Produit par BIGG D et Steven Q-Beatz) | Bridges, John Stephens, Douglas Lucas, Guy Delo, Ralph Benatar | Changing Faces du J.J. Band   | 4:52 |
| 18. | Burning Bridges (featuring Jason Aldean – Produit par Alex da Kid)        | Bridges, Jamie Commons, Alexander Grant                        |                               | 4:06 |